# Saudi Press Agency
Pour les articles homonymes, voir SPA.
La Saudi Press Agency (SPA) est l'agence de presse officielle de l'Arabie saoudite.

## Historique
L'agence de presse a été créée en 1970 en tant que première agence de presse nationale en Arabie saoudite. L'agence est également la première agence de presse de la région du golfe Persique. L'objectif principal et initial de la SPA était de servir d'organe central pour collecter et diffuser des informations locales et internationales en Arabie saoudite et à l'étranger.
En novembre 2013, le SPA a signé un accord d'échange de nouvelles avec Anadolu Agency, agence de presse officielle de Turquie. Cette même année (2013), l'agence organise le quatrième Congrès mondial des agences d'information (NAWC) à Riyad.

## Organisation
La SPA est sous la responsabilité du ministère de la culture et de l'information et, par conséquent, son président fait directement rapport au ministre. La SPA fournit aux journaux une ligne directrice, la ligne éditoriale, qui devrait être suivie dans leurs rapports. L'agence publie des nouvelles en arabe et en anglais.
La SPA a des bureaux à Bonn (Allemagne), au Caire, à Londres, à Tunis, à New York et à Washington DC.
À la fin de mai 2012, le Conseil des ministres saoudiens décide de séparer la télévision et la radio saoudiennes et la Saudi Press Agency (SPA), faisant de ces deux entités deux sociétés indépendantes.
Dans le cadre de la restructuration de mai 2012, la SPA couvre les événements et les enjeux aux niveaux national, régional et international, en particulier ceux liés au royaume saoudien et contribuent au renforcement de la profession journalistique dans le pays. Le nouvel arrangement implique également la transformation de la SPA en une présidence.  Ainsi Abdullah bin Fahd Al Hussein est nommé président de la SPA. 
Le ministre de la Culture et de l'Information agit en tant que président du conseil d'administration de l'agence.